# Байрам Косумі
Байрам Косумі (алб. Bajram Kosumi; нар. 20 березня 1960, Косовська-Камениця, Югославія) — косовський політик албанського походження, прем'єр-міністр Косова з 23 березня 2005 до 1 березня 2006.

## Освіта
Закінчив факультет філології і отримав ступінь магістра з албанської літератури Університету Приштини. У 2008 році він став доктором філології.

## Діяльність
Косумі є значною фігурою на політичній сцені Косова. Він був студентським активістом, брав участь в антиурядових демонстраціях і у березні 1981 був засуджений до 15 років в'язниці. Він відбував майже десять років свого покарання, перш ніж бути відпущеним у 1991 році.
З 1991 до 1993 року він працював журналістом.
У 1993 році Косумі став головою Парламентської партії Косова. Він вважається помірним політиком, брав участь в переговорах в Рамбуйє на початку 1999 року, до війни в Косово. Косумі був прихильником Армії визволення Косова, але він не брав в руки зброю і не носив уніформу. Працював міністром інформації в тимчасовому Уряді Косова.
Заступник голови Альянсу за майбутнє Косова, однієї з найбільших політичної партії в Косово. З грудня 2004 року був міністром з питань навколишнього середовища і територіального планування Уряду Косова.

## Видані книги
Байрам Косумі також опублікував низку книг.
- Libri i lirisë (bashkautor), Приштина, 1991
- Koncept për subpolitikën, Приштина, 1995
- Fjalor i barbarëve, Приштина, 2000
- Koncept për mendimin e ri politik, Приштина, 2001
- Letra nga burgu — libri i censuruar (bashkautor), Приштина, 2004
- Lirika e Fishtës (studim), Тирана, 2004
- Letërsia nga burgu, Toena, Тирана, 2006
- Një vit vendimtar, Toena, Тирана 2006

## Особисте життя
Одружений, має чотирьох дітей.